# Джефри Амхърст
Фелдмаршал Джефри Амхърст, 1-ви барон на Амхърст (на английски: Jeffery Amherst, 29 януари 1717 – 3 август 1797) е офицер (фелдмаршал) в Британската армия и администратор в Канада.
Амхърст е прочут като един от победителите във Френско-индианската война, когато завладява Луисбург, Квебек и Монреал. Той също е и първият британски генерал-губернатор в териториите, които впоследствие носят името Канада. Множество места и улици са кръстни на негово име и в Канада, и в САЩ.